# Formalisierung
Formalisierung bedeutet den Vorgang oder das Ergebnis des Formalisierens einer Sache. Etwas wird formalisiert, indem ihm eine (strenge) Form gegeben, es in einer (strengen) Form dargestellt oder bei seiner Durchführung eine vorgegebene (strenge) Form eingehalten wird. Mit strenger Form ist eine Schriftform gemeint, deren Zeichen in einer festgelegten Reihenfolge auf festgelegte Art und Weise verarbeitet werden. 
Von dieser allgemeinen Bedeutung können eine wissenschaftstheoretische und eine kulturwissenschaftliche Bedeutung unterschieden werden.

## Wissenschaftstheorie
Wissenschaftstheoretisch bedeutet Formalisierung im weiteren Sinn „die Generalisierung einer (wissenschaftlichen) Aussage unter Absehung ihrer konkret-empirischen Bezüge“. In dieser Bedeutung ist die Formalisierung mit der Abstraktion verwandt.
Im engeren Sinn bedeutet Formalisierung die Beschreibung eines Phänomens oder die Formulierung einer Theorie in einer formalen Sprache, deren Axiomatisierung und – als letzte Stufe – die Kalkülisierung (siehe Formalisierte Theorie).
So ist die mathematische Logik durch Formalisierung gekennzeichnet. Man formalisiert ein System der Logik, indem man von der vorgegebenen Intension der in ihm vorkommenden Ausdrücke absieht und diese Ausdrücke in genau dem Sinn verwendet, den die Axiome bzw. die Regeln dieses Systems diesem vorschreiben. „Die Aussagenlogik und die Prädikatenlogik lassen sich als Formalisierungen des alltäglichen logischen Schließens ansehen.“
In der Sprachwissenschaft gibt es Versuche, durch formale Grammatiken wie zum Beispiel die generative Transformationsgrammatik die natürliche Sprache zu beschreiben.

## Kulturwissenschaft
Im kulturwissenschaftlichen Sinn kann unter Formalisierung die Auflösung zielgerichteter Handlungen in wiederholbare und übertragbare Verfahrensschritte bezeichnet werden, wie es durch die Regelung einer Ablauforganisation geschieht. Die Philosophin Sybille Krämer spricht in enger Anlehnung an die Mathematik von einem „typographischen, schematischen und interpretationsfreien Symbolgebrauch“, der Handlungen automatisierbar mache.
Die damit verbundene Einschränkung eines persönlichen und willkürlichen Vorgehens kann verschiedene Absichten haben: Sie kann aus Gründen der Transparenz und Gleichberechtigung geschehen (Politik, Recht, Mathematik) oder aus Gründen der Rationalisierung und Automatisierung (Wirtschaft, Militär, Technik, Informatik). Aufzeichnungen sind sowohl Grundlage als auch Resultat von Formalisierungen.
Verwandt mit der Formalisierung und historisch nicht von ihr trennbar ist die Ritualisierung, bei der streng festgelegte Abläufe zu einer Gewohnheit werden, die emotionale Sicherheit verleiht (vgl. Spielregel). So hat der Anthropologe Horace Miner in einem berühmt gewordenen Aufsatz das Zähneputzen der „Nacirema“ als magisches Ritual mit „higly formalized series of gestures“ beschrieben. Der Linguist Wolfgang Wildgen spricht davon, dass „(sinnentleerte) Teilhandlungen“ durch Formalisierung und Ritualisierung eine „Sinnfunktion“ bekommen.